# Африканська мабуя
Африканська мабуя (Trachylepis) — рід сцинкоподібних ящірок родини сцинкових (Scincidae). Представники цього роду мешкають переважно в Африці та на Мадагаскарі. Раніше їх відносили до роду Mabuya, який вважався сміттєвим таксоном, а також до Euprepis. Рід також включає вид T. atlantica з бразильського острова Фернанду-ді-Норонья, а також кілька маловідомих південноамериканських видів. Вважається, що предки T. atlantica перепливли Атлантику з Африки протягом останніх 9 мільйонів років.

## Опис
Африканські мабуї — довгохвості ящірки середнього розміру, довжина яких коливається від 11 до 28 см, а вага сягає 20-25 г. Вони мають лобре розвинені п'ятипалі кінцівки. Повіки рухливі, на нижній повіці є прозоре "віконце". Вушний отвір відкритий, барабанна перетинка розташована на дні короткого слухового отвору. Ніздрі прикриті однією лускою. Лобні і передлобні луски у більшості видів парні. Міжтім'яні кістки зазвичай не зрощені з тім'яними. Луски перед клоакою не відрізняються одна від одної за формою і розміром.

## Види
Рід Trachylepis нараховує 87 видів:
- Trachylepis acutilabris (W. Peters, 1862)
- Trachylepis adamastor Ceríaco, 2015
- Trachylepis affinis (Gray, 1838)
- Trachylepis albilabris (Hallowell, 1857)
- Trachylepis albotaeniata (Boettger, 1913)
- Trachylepis atlantica (Schmidt(інші мови), 1945)
- Trachylepis aureogularis (Muller, 1885)
- Trachylepis aureopunctata (Grandidier, 1867)
- Trachylepis bayonii (Bocage, 1872)
- Trachylepis bensonii (W. Peters, 1867)
- Trachylepis betsileana (Mocquard(інші мови), 1906)
- Trachylepis binotata (Bocage, 1867)
- Trachylepis bocagii (Boulenger, 1887)
- Trachylepis boehmei Koppetsch, 2020
- Trachylepis boettgeri (Boulenger, 1887)
- Trachylepis boulengeri (Sternfeld(інші мови), 1911)
- Trachylepis brauni (Tornier(інші мови), 1902)
- Trachylepis brevicollis (Wiegmann, 1837)
- Trachylepis buettneri (Matschie, 1893)
- Trachylepis capensis (Gray, 1831)
- Trachylepis casuarinae (Broadley(інші мови), 1974)
- Trachylepis chimbana (Boulenger, 1887)
- Trachylepis comorensis (W. Peters, 1854)
- Trachylepis cristinae Sindaco et al., 2012
- Trachylepis damarana (W. Peters, 1870)
- Trachylepis depressa (W. Peters, 1854)
- Trachylepis dichroma R. Günther, Whiting & Bauer[de], 2005
- Trachylepis dumasi (Nussbaum & Raxworthy, 1995)
- Trachylepis elegans W. Peters, 1854
- Trachylepis ferrarai (Lanza(інші мови), 1978)
- Trachylepis gonwouoi Allen et al., 2017
- Trachylepis gravenhorstii (A.M.C. Duméril & Bibron, 1839)
- Trachylepis hemmingi (Gans(інші мови), Laurent & Pandit, 1965)
- Trachylepis hildebrandtii (W. Peters, 1874)
- Trachylepis hoeschi (Mertens(інші мови), 1954)
- Trachylepis homalocephala (Wiegmann, 1828)
- Trachylepis infralineata (Boettger, 1913)
- Trachylepis irregularis (Lönnberg, 1922)
- Trachylepis keroanensis (Chabanaud(інші мови), 1921)
- Trachylepis lacertiformis (W. Peters, 1854)
- Trachylepis laevigata (Peters, 1869)
- Trachylepis laevis (Boulenger, 1907)
- Trachylepis langheldi (Sternfeld(інші мови), 1917)
- Trachylepis lavarambo (Nussbaum & Raxworthy, 1998)
- Trachylepis loluiensis Kingdon & Spawls, 2010
- Trachylepis maculata (Gray, 1839)
- Trachylepis maculilabris (Gray, 1845)
- Trachylepis madagascariensis (Mocquard, 1908)
- Trachylepis makalowodei Chirio et al., 2008
- Trachylepis margaritifera (W. Peters, 1854)
- Trachylepis megalura (W. Peters, 1878)
- Trachylepis mekuana (Chirio & Ineich, 2000)
- Trachylepis mlanjensis (Loveridge[en], 1953)
- Trachylepis monardi (Marques, Ceríaco, Blackburn & Bauer, 2018)
- Trachylepis nancycoutuae (Nussbaum & Raxworthy, 1998)
- Trachylepis nganghae Ineich & Chirio, 2004
- Trachylepis occidentalis (W. Peters, 1867)
- Trachylepis ozorii (Bocage, 1893)
- Trachylepis paucisquamis (Hoogmoed, 1978)
- Trachylepis pendeana (Ineich & Chirio, 2000)
- Trachylepis perrotetii (A.M.C. Duméril & Bibron, 1839)
- Trachylepis planifrons (W. Peters, 1878)
- Trachylepis polytropis (Boulenger, 1903)
- Trachylepis pulcherrima (de Witte(інші мови), 1953)
- Trachylepis punctatissima (A. Smith, 1849)
- Trachylepis punctulata (Bocage, 1872)
- Trachylepis quinquetaeniata (Lichtenstein, 1823)
- Trachylepis raymondlaurenti Marques, Ceríaco, Bandeira, Pauwels(інші мови) & Bauer, 2019
- Trachylepis rodenburgi (Hoogmoed(інші мови), 1974)
- Trachylepis sechellensis (A.M.C. Duméril & Bibron, 1839)
- Trachylepis socotrana (W. Peters, 1882)
- Trachylepis sparsa (Mertens, 1954)
- Trachylepis spilogaster (W. Peters, 1882)
- Trachylepis striata (W. Peters, 1844)
- Trachylepis sulcata (W. Peters, 1867)
- Trachylepis tandrefana (Nussbaum, Raxworthy & Ramanamanjato, 1999)
- Trachylepis tavaratra (Ramanamanjato, Nussbaum & Raxworthy, 1999)
- Trachylepis tessellata (Anderson(інші мови), 1895)
- Trachylepis thomensis Ceríaco, Marques & Bauer, 2016
- Trachylepis varia (W. Peters, 1867)
- Trachylepis variegata (W. Peters, 1870)
- Trachylepis vato (Nussbaum & Raxworthy, 1994)
- Trachylepis vezo (Ramanamanjato, Nussbaum & Raxworthy, 1999)
- Trachylepis volamenaloha (Nussbaum, Raxworthy & Ramanamanjato, 1999)
- Trachylepis wahlbergii (Peters, 1870)
- Trachylepis wingati (F. Werner(інші мови), 1908)
- Trachylepis wrightii (Boulenger, 1887)

## Етимологія
Наукова назва роду Trachylepis  походить від сполучення слів дав.-гр. τραχυς — жорсткий і λεπις — луска.